# 스코틀랜드 축구 협회
스코틀랜드 축구 협회(Scottish Football Association, SFA)는 스코틀랜드의 축구 협회이다. 축구의 규칙 변경 권한을 가진 IFAB의 회원국이다.